# جنس رامه
جنس رامه (انگلیسی: Jens Ramme؛ زادهٔ ۲ اوت ۱۹۶۳) بازیکن فوتبال اهل آلمان است.
از باشگاه‌هایی که در آن بازی کرده‌است می‌توان به باشگاه فوتبال دینامو درسدن اشاره کرد.